# Elaeagnus grijsii
Elaeagnus grijsii är en havtornsväxtart som beskrevs av Henry Fletcher Hance. Elaeagnus grijsii ingår i släktet silverbuskar, och familjen havtornsväxter. Inga underarter finns listade i Catalogue of Life.